# Różopole (Półwiosek Lubstowski)
Różopole – część wsi Półwiosek Lubstowski w Polsce, położona w województwie wielkopolskim, w powiecie konińskim, w gminie Ślesin.
W latach 1975–1998 Różopole należało administracyjnie do województwa konińskiego.
Na terenie Różopola znajduje się cmentarz żydowski, który pochodzi z XIX wieku, zajmuje powierzchnię 0,9 ha. Do dziś na jego terenie zachowały się pojedyncze obudowy grobów oraz ruiny budynku, stanowiącego prawdopodobnie ohel. Znajduje się tu również głaz z metalową tabliczką z napisem: "Cmentarz żydowski. Teren prawnie chroniony. Uszanuj miejsce spoczynku zmarłych"
Na początku niemieckiej okupacji w Różopolu w odwecie za śmierć 4 Niemców po łapance wykonano egzekucję na 18 osobach. Zwłoki do dzisiaj znajdują się we wspólnej mogile na cmentarzu w Ślesinie, od 1969 roku stoi pomnik upamiętniających poległych.